# سار، کنت
سار (به انگلیسی: Sarre) یک روستا و محله مدنی در بریتانیا است که در Thanet واقع شده‌است. سار ۲۲۲ نفر جمعیت دارد.